# Julian Priester/Diskografie

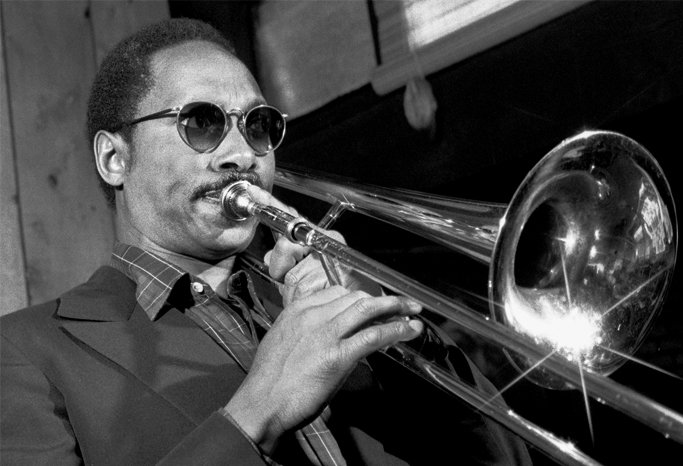
Julian Priester (1987)

Diese Diskografie ist eine Übersicht über die veröffentlichten Tonträger des Jazzmusikers Julian Priester. Sie umfasst seine Alben unter eigenem Namen (Abschnitt 1), kollaborative Duos (Abschnitt 2), Kompilationen (Abschnitt 3) und seine Mitwirkung bei Aufnahmen anderer Musiker wie Sun Ra, Max Roach, Duke Ellington, John Coltrane und Herbie Hancock (Abschnitt 4). Nach Angaben des Diskografen Tom Lord war er zwischen 1956 und 2014 an 201 Aufnahmesessions beteiligt.

## Alben unter eigenem Namen
Dieser Abschnitt listet die von Julian Priester veröffentlichten LPs und CDs chronologisch nach Aufnahmejahr.
| Album             | Musiklabel      | VÖ   | Aufnahme | Anmerkungen |
| ----------------- | --------------- | ---- | -------- | --- |
| Keep Swingin’     | Riverside/OJC   | 1960 | 1960     | Julian Priester Quintet mit Jimmy Heath, Tommy Flanagan, Sam Jones, Elvin Jones                                                                  |
| Spiritsville      | Jazzland/JVC    | 1960 | 1960     | Julian Priester Sextet mit Walter Benton, Charles Davis, McCoy Tyner, Sam Jones, Art Taylor                                                      |
| Love, Love        | ECM             | 1973 | 1973     | Julian Priester Pepo Mtoto mit Hadley Caliman, Mguanda David Johnson, Patrick Gleeson, Bayete Umbra Zindiko, Henry Franklin, Leon Ndugu Chancler |
| Polarization      | ECM             | 1977 | 1977     | Julian Priester and Marine Intrusion mit Ron Stallings, Curtis Clark, Ray Obiedo (g,el-g), Heshima Mark Williams (e-b), Augusta Lee Collins (dr) |
| In Deep End Dance | Conduit Records | 2002 | 2002     | mit Dawn Clement, Geoff Harper, Byron Vannoy |

## Kollaborative Duos
| Album                       | Musiker                            | Musiklabel        | VÖ    | rec  | Anmerkungen                                             |
| --------------------------- | ---------------------------------- | ----------------- | ----- | ---- | ------------------------------------------------------- |
| Hints on Light and Shadow   | Sam Rivers & Julian Priester       | Postcards         | 1997  | 1996 | mit Tucker Martine (Elektronik)                         |
| For Sale: Five Million Cash | David Haney and Julian Priester    | Cadence           | 2005? | 2004 | Julian Priester (Posaune) David Haney (Piano)           |
| Conversational Music        | Aaron Alexander/Julian Priester    | Aaron Alexander   | 2007  | 2007 | Aaron Alexander (Schlagzeug), Julian Priester (Posaune) |
| Portraits and Silhouettes   | Jimmy Bennington / Julian Priester | ThatSwan! Records | 2007  | 2007 | mit Paul Blaney                                         |
| Ota Benga of the Batwa      | David Haney & Julian Priester      | CIMP              | 2007  | 2007 | Julian Priester (tb) David Haney (p)                    |

## Kompilationen
Dieser Abschnitt dokumentiert Aufnahmen von Julian Priester, die auf Kompilationen und Boxsets erschienen sind.
| Album                              | Musiklabel | VÖ   | Anmerkungen |
| ---------------------------------- | ---------- | ---- | --- |
| Jazz Artists Guild: Newport Rebels | Candid     | 1960 | Kompilation; Priester ist zu hören in „Cliff Walk“, mit Booker Little, Walter Benton, Peck Morrison, Max Roach, Jo Jones                                                                |
| The Jazz Life                      | Candid     | 1960 | Priester ist zu hören in „Oh Yeah, Oh Yeah“, mit Kenny Dorham, Benny Bailey, Walter Benton, Cecil Payne, Peck Morrison, Max Roach                                                       |
| Out of This World                  | Milestone  | 2001 | Kopplung der beiden Jazzland-Alben Spiritsville von Julian Priester (1960) und Out of This World von Walter Benton (1960, mit Freddie Hubbard, Wynton Kelly, Paul Chambers, Jimmy Cobb) |

## Beteiligungen als Musiker bei weiteren Produktionen
| Album                                            | Künstler                                                                    | rec       | Musiklabel                   | Anmerkungen |
| ------------------------------------------------ | --------------------------------------------------------------------------- | --------- | ---------------------------- | --- |
| I’m Coming Home/Last Call for Love               | Billie Hawkins acc by Sun Ra and His Orchestra                              | 1956      | Heartbeat                    | Single. Erste Aufnahme von Julian Priester als Mitglied des Sun Ra Arkestra (Januar 1956) |
| Super-Sonic Jazz                                 | Le Sun Ra and His Arkestra                                                  | 1956      | Saturn                       | mit Art Hoyle, Priester, John Gilmore, Pat Patrick, Sun Ra, Wilburn Green, Robert Barry |
| Angels and Demons at Play                        | Le Sun Ra and His Arkistra                                                  | 1956      | Saturn                       | mit Art Hoyle, Priester, John Gilmore, Pat Patrick, Sun Ra, Wilburn Green, Robert Barry, Jim Herndon |
| We Travel the Space Ways                         | Sun Ra Arkestra                                                             | 1956      | Saturn                       | mit Art Hoyle, Priester, James Scales, Pat Patrick, Sun Ray [sic], Wilburn Green, Robert Barry, John Gilmore |
| Jazz by Sun Ra                                   | Sun Ra and His Arkestra                                                     | 1956      | Transition                   | mit Art Hoyle, Priester, Dave Young, James Scales, John Gilmore, Pat Patrick, Sun Ra, Richard Evans, Wilburn Green, Robert Barry, Jim Herndon, Eutrice U. „Prince“ Shell |
| Run, Big Feet, Run/A Hop Hop Skip and a Jump     | Buddy Butler                                                                | 1956      | Verro                        | Single, mit Hobart Dotson, Harold Ousley,´Ronald Wilson, Priester, Charles Davis, Billy Cargyle, Nevin Wilson, Cal Palmer (vcl) |
| Desirous/Dee’s Dots                              | Buddy Butler                                                                | 1956      | Verro                        | Single, Besetzung s. o. |
| Chamblee Music                                   | Eddie Chamblee                                                              | 1957      | EmArcy                       | mit Johnny Coles, Joe Newman, Priester, Charles Davis, Jack Wilson, Richard Evans, Charlie Persip, Osie Johnson |
| Dinah Washington With Ernie Wilkins Orchestra    | Dinah Washington/Ernie Wilkins Orchestra                                    | 1957      | EmArcy                       | Bigband |
| Dinah Washington With Eddie Chamblee Orchestra   | Dinah Washington/Eddie Chamblee Orchestra                                   | 1957      | Mercury                      | Bigband |
| Doodlin’                                         | Eddie Chamblee                                                              | 1957      | Mercury/EmArcy               | mit Fortunatus „Fip“ Ricard, Priester, Charles Davis, Jack Wilson, Robert Wilson, James Slaughter |
| Dinah Washington Sings Bessie Smith              | Dinah Washington/Eddie Chamblee’s Orchestra                                 | 1958      | EmArcy                       | mit Fortunatus "Fip" Ricard, Priester, Eddie Chamblee, Charles Davis, Jack Wilson, Robert Lee Wilson, James Slaughter, Ernie Wilkins (arr) |
| Blues for Dracula                                | Philly Joe Jones Sextet                                                     | 1958      | Riverside                    | mit Nat Adderley, Johnny Griffin, Tommy Flanagan, Jimmy Garrison |
| The Many Sides of Max                            | Max Roach                                                                   | 1959      | Mercury                      | mit Booker Little, Priester, George Coleman, Art Davis |
| Rich Vs. Roach                                   | Buddy Rich & Max Roach                                                      | 1959      | Mercury                      | Buddy Rich Quintet: Willie Dennis, Phil Woods, John Bunch, Phil Leshin; Max Roach Quintet: Tommy Turrentine, Julian Priester, Stanley Turrentine, Bobby Boswell, Max Roach, Gigi Gryce (arr,cond) |
| Quiet As It’s Kept                               | Max Roach                                                                   | 1959      | Mercury                      | Max Roach Plus Four mit Tommy Turrentine, Priester, Stanley Turrentine, Bob Boswell |
| The Little Giant                                 | Johnny Griffin Sextet                                                       | 1959      | Riverside                    | mit Blue Mitchell, Priester, Wynton Kelly, Sam Jones, Tootie Heath |
| Moon-faced and Starry-eyed                       | Max Roach                                                                   | 1959      | Mercury                      | mit Tommy Turrentine, Priester, Stanley Turrentine, Ray Bryant, Bob Boswell, Abbey Lincoln |
| Abbey Is Blue                                    | Abbey Lincoln                                                               | 1959      | Riverside                    | Abbey Lincoln Sextet mit Tommy Turrentine, Priester, Stanley Turrentine, Cedar Walton, Bobby Boswell, Max Roach |
| Showcase                                         | Philly Joe Jones                                                            | 1959      | Riverside                    | mit Blue Mitchell, Priester, Bill Barron, Pepper Adams, Dolo Coker, Jimmy Garrison |
| This Is My Band                                  | Lloyd Price                                                                 | 1960?     |                              | mit Tommy Turrentine, NN (tp), Martin Banks (tp), Priester, Wade Marcus, Creeper (as), Fred Jackson (ts), Pee Wee Moore (bar) B.J. (git) Spider Lindsey (kb), NN (perc), Norman Thrasher (vcl) |
| Tommy Turrentine                                 | Tommy Turrentine                                                            | 1960      | Time T                       | mit Priester, Stanley Turrentine, Horace Parlan, Bob Boswell, Max Roach |
| Again                                            | Max Roach                                                                   | 1960      | BYG                          | dto |
| Recorded Live in Lausanne Part 1 – 1960          | Max Roach Quintet                                                           | 1960      | TCB                          | mit Tommy Turrentine, Priester, Stanley Turrentine, Bobby Boswell |
| Long As You’re Living                            | Max Roach                                                                   | 1960      | enja                         | mit Tommy Turrentine, Priester, Stanley Turrentine, Bob Boswell |
| Parisian Sketches                                | Max Roach                                                                   | 1960      | Mercury                      | dto. |
| The Big Soul-Band                                | Johnny Griffin Orchestra                                                    | 1960      | Riverside                    | mit Clark Terry, Bobby Bryant, Matthew Gee, Priester, Pat Patrick, Frank Strozier, Eddie Williams, Charles Davis, Harold Mabern, Bobby Timmons, Bob Cranshaw, Victor Sproles, Charlie Persip, Norman Simmons (arr) |
| We Insist! Freedom Now Suite                     | Max Roach Ensemble                                                          | 1960      | Candid                       | mit Booker Little, Priester, Walter Benton, Coleman Hawkins, Jimmy Schenk, Max Roach, Abbey Lincoln |
| Smooth As the Wind                               | Blue Mitchell                                                               | 1960      | Riverside                    | mit Clark Terry, Bernie Glow, Burt Collins, Britt Woodman, Priester, Willie Ruff, Tommy Flanagan, Tommy Williams, Charlie Persip & Streicher, Benny Golson, Tadd Dameron (arr) |
| Harold Ousley, Tenor Sax                         | Harold Ousley                                                               | 1961      | Bethlehem                    | mit Priester, Charles Davis, Phil Wright (p), Tommy Williams, Walter Perkins |
| Straight Ahead                                   | Abbey Lincoln                                                               | 1961      | Candid                       | mit Booker Little, Priester, Eric Dolphy, Walter Benton, Coleman Hawkins, Mal Waldron, Art Davis, Max Roach, Montego Joe, Robert Whitley |
| Out Front                                        | Booker Little and His Sextet                                                | 1961      | Candid                       | mit Priester, Eric Dolphy, Don Friedman, Art Davis, Ron Carter, Max Roach |
| Hub Cap                                          | Freddie Hubbard                                                             | 1961      | Blue Note                    | mit Priester, Jimmy Heath, Cedar Walton, Larry Ridley, Philly Joe Jones |
| Africa/Brass                                     | John Coltrane Orchestra                                                     | 1961      | Impulse                      | |
| Booker Little and Friend                         | Booker Little                                                               | 1961      | Bethlehem                    | mit Priester, George Coleman, Don Friedman, Reggie Workman, Pete LaRoca |
| Percussion Bitter Sweet                          | Max Roach                                                                   | 1961      | Impulse!                     | mit Booker Little, Priester, Eric Dolphy, Clifford Jordan, Mal Waldron, Art Davis, Max Roach, Patato Valdés, Carlos Eugenio, Abbey Lincoln |
| It’s Time                                        | Max Roach                                                                   | 1962      | Impulse!                     | mit Richard Williams, Priester, Clifford Jordan, Mal Waldron, Art Davis, Abbey Lincoln & Chor |
| Ingredients in a Recipe for Soul                 | Ray Charles                                                                 | 1963      | ABC-Paramount                | Bigband unter Leitung von Bebby Carter |
| Have a Smile with Me                             | Ray Charles                                                                 | 1963      | ABC-Paramount                | dto. |
| Sweet and Sour Tears                             | Ray Charles                                                                 | 1964      | ABC-Paramount                | Bigband |
| Live In Concert                                  | Ray Charles                                                                 | 1964      | ABC-Paramount                | Bigband |
| These Are My Roots                               | Clifford Jordan                                                             | 1965      | Atlantic                     | mit Roy Burrowes, Priester, Cedar Walton, Chuck Wayne (bj), Richard Davis, Tootie Heath, Sandra Douglass (vcl) |
| Unbelievable                                     | Billy Stewart                                                               | 1965      | Chess                        | mit Art Hoyle, Paul Serrano, John Howell, John Avant, Priester, Morris Ellis, Bunky Green, Johnny Board, Rubin Cooper, Sonny Thompson, Bryce Robertson, Pete Cosey, Louis Satterfield, Maurice White, Rockwell „Billy“ Davis (dir) |
| Impressions of the Middle East                   | Herbie Mann                                                                 | 1966      | Atlantic                     | |
| El Sonido Nuevo (The New Soul Sound)             | Cal Tjader & Eddie Palmieri                                                 | 1966      | Verve                        | |
| The Spoiler                                      | Stanley Turrentine                                                          | 1966      | Blue Note                    | mit Blue Mitchell, Priester, James Spaulding, Pepper Adams, McCoy Tyner, Bob Cranshaw, Mickey Roker, Joseph Rivera (perc), Duke Pearson (arr) |
| Soul Fountain                                    | Clifford Jordan                                                             | 1966      | Vortex                       | mit Jimmy Owens, Priester, Big John Patton, Billy Higgins, Ray Barretto, Joe Wohletz (bgo) |
| Boss Horn                                        | Blue Mitchell                                                               | 1966      | Blue Note                    | mit Priester, Jerry Dodgion, Junior Cook, Pepper Adams, Cedar Walton, Gene Taylor, Mickey Roker, Duke Pearson (arr) |
| A Chip Off the Old Block                         | Stanley Turrentine                                                          | 1967      | Blue Note                    | mit Donald Byrd, Priester, Jerry Dodgion, Joe Farrell, Pepper Adams, Kenny Barron, Bucky Pizzarelli, Ron Carter, Mickey Roker, Duke Pearson (arr) |
| Dimensions & Extensions                          | Sam Rivers                                                                  | 1967      | Blue Note                    | mit Donald Byrd, Priester, James Spaulding, Cecil McBee, Steve Ellington |
| Heads Up!                                        | Blue Mitchell                                                               | 1967      | Blue Note                    | mit Burt Collins, Priester, Jerry Dodgion, Junior Cook, Pepper Adams, McCoy Tyner, Gene Taylor, Al Foster; Melba Liston, Jimmy Heath, Don Pickett, Duke Pearson (arr) |
| Tender Moments                                   | McCoy Tyner                                                                 | 1967      | Blue Note                    | mit Lee Morgan, Priester, Bob Northern, Howard Johnson, James Spaulding, Bennie Maupin, Herbie Lewis, Joe Chambers |
| Introducing Duke Pearson’s Big Band              | Duke Pearson Big Band                                                       | 1967      | Blue Note                    | Bigband |
| Art Blakey Live!                                 | Art Blakey                                                                  | 1968      | Trip                         | mit Bill Hardman, Priester, Billy Harper, Ronnie Mathews, Lawrence Evans |
| Art Blakey and His Jazz Messengers               | Art Blakey                                                                  | 1968      | JCD                          | dto. |
| Justicia                                         | Eddie Palmieri                                                              | 1969      | Fania                        | Bigband |
| Turning Point                                    | Dr. Lonnie Smith                                                            | 1969      | Blue Note                    | mit Lee Morgan, Priester, Bennie Maupin, Melvin Sparks, Leo Morris |
| Baltimore 1969                                   | The Duke Pearson Big Band                                                   | 1969      | Uptown                       | Bigband |
| In the World                                     | Clifford Jordan Septet                                                      | 1969      | Strata-East                  | mit Kenny Dorham, Don Cherry, Priester, Wynton Kelly, Wilbur Ware, Richard Davis, Tootie Heath, Ed Blackwell, Roy Haynes |
| Fancy Free                                       | Donald Byrd                                                                 | 1969      | Blue Note                    | mit Priester, Lew Tabackin, Jerry Dodgion, Frank Foster, Duke Pearson, Jimmy Ponder, Roland Wilson, Joe Chambers, Joe Morris, Nat Bettis, John Robinson (perc) |
| Duke Ellington Live and Rare                     | Duke Ellington Orchestra                                                    | 1969      | Bluebird                     | Julian Priester ersetzte Bennie Green |
| The Procrastinator                               | Lee Morgan                                                                  | 1969      | Blue Note                    | mit Priester, George Coleman, Harold Mabern, Walter Booker, Mickey Roker |
| Passing Ships                                    | Andrew Hill                                                                 | 1969      | Blue Note                    | mit Woody Shaw, Dizzy Reece, Priester, Bob Northern, Joe Farrell, Ron Carter, Howard Johnson, Lenny White |
| Jazz Wave on Tour Vol. 1                         | Thad Jones/Mel Lewis Orchestra                                              | 1969      | Blue Note                    | Bigband |
| Mwandishi                                        | Herbie Hancock                                                              | 1970      | Warner Bros                  | mit Eddie Henderson, Priester, Bennie Maupin, Buster Williams, Billy Hart sowie Ronnie Montrose, Leon Ndugu Chancler, José Chepito Areas |
| Live at Caesar’s Palace                          | Duke Ellington Orchestra                                                    | 1970      | Neon Tonic                   | (Raubpressung?) |
| Duke Ellington Opens the Cave                    | Duke Ellington and His Orchestra                                            | 1970      | TOM                          | (Raubpressung?) |
| New Orleans Suite                                | Duke Ellington                                                              | 1970      | Atlantic                     | Grammy 1971 |
| Racing World (Unfinished Film)                   | Duke Ellington and His Small Band/Orchestra                                 | 1970      | LMR                          | |
| Crossings                                        | Herbie Hancock                                                              | 1972      | Warner Bros                  | mit Eddie Henderson, Priester, Bennie Maupin, Patrick Gleeson, Buster Williams, Billy Hart, Victor Pantoja (cga) |
| Sextant                                          | Herbie Hancock                                                              | 1973      | Columbia Broadcasting System | mit Eddie Henderson, Priester, Bennie Maupin, Patrick Gleeson, Buster Williams, Billy Hart, Buck Clarke (bgo, cga) |
| Capra Black                                      | Billy Harper                                                                | 1973      | Strata-East                  | u. a. mit Jimmy Owens, Dick Griffin, Priester, George Cables, Reggie Workman, Elvin Jones, Billy Cobham, Warren Smith |
| Canyon Lady                                      | Joe Henderson                                                               | 1973      | Milestone                    | versch. Besetzungen |
| Bridge into the New Age                          | Azar Lawrence                                                               | 1974      | Prestige                     | mit Priester, Black Arthur, Hadley Caliman, Joe Bonner, John Heard, Leon Ndugu Chancler, Mtume, Kenneth Nash |
| Sunburst                                         | Eddie Henderson                                                             | 1975      | Blue Note                    | mit Priester, Bennie Maupin, George Duke, Buster Williams, Alphonso Johnson, Harvey Mason, Billy Hart, Bobby Hutcherson |
| Gears                                            | Hammond Smith                                                               | 1975      | Milestone                    | mit Priester, Roger Blenn, Hadley Caliman, Fonce Mizell, Larry Mizell, Jerry Peters, John Rowin, Craig McMullen, Michael White, Chuck Rainey, Harvey Mason, Kenneth Nash |
| Fancy Dancer                                     | Bobbi Humphrey                                                              | 1975      | Blue Note                    | Bigband |
| Heritage                                         | Eddie Henderson                                                             | 1976      | Blue Note                    | mit Priester, Hadley Caliman, Patrice Rushen, Paul Jackson (el-b), Mike Clark (dr), Sonship „Woody“ Theus (dr), Billy Hart, Mtume |
| V.S.O.P.                                         | Herbie Hancock                                                              | 1976      | Columbia                     | mit Eddie Henderson, Priester, Bennie Maupin, Hancock, Buster Williams, Billy Hart (in Toys und You’ll Know When You Get There) |
| Inner Conflicts                                  | Billy Cobham                                                                | 1976      | Atlantic                     | mit Randy Brecker, Jimmy Owens, Priester, Ernie Watts, Michael Brecker, Ruth Underwood, George Duke, John Scofield, John Williams |
| Solo Two                                         | Pete and Sheila Escovedo                                                    | 1976      | Fantasy                      | verschiedene Besetzungen |
| Feel the Heat                                    | Bill Summers                                                                | 1976      | Prestige                     | u. a. mit Fred Berry (tp), Priester, Hadley Caliman, Mark Soskin, Alphonse Mouzon, Pete Escovedo, Sheila Escovedo, Dianne Reeves, Mikki Morris, Deborah Thomas |
| Comin’ Through                                   | Eddie Henderson                                                             | 1977      | Capitol                      | mit Patrice Rushen, George Cables, Charles Mims, Mtume, Lee Ritenour, Al McKay, Priester, Manny Boyd, Connie Henderson, Howard King (d), Skip Drinkwater (perc), Dianne Reeves |
| Cayenne                                          | Bill Summers                                                                | 1977      | Prestige                     | Bigband |
| Mahal                                            | Eddie Henderson                                                             | 1978      | Capitol                      | mit Priester, Hubert Laws, Bennie Maupin, Herbie Hancock, Ray Obiedo, Paul Jackson (b), Howard King (dr), Mtume, Bill Summers, John Bowen (string-synt) |
| Talkin’ ’Bout Love                               | Stanley Cowell                                                              | 1978      | Galaxy                       | mit Eddie Henderson, Priester, Clifford Coulter, Keith Hatchel, Tootie Heath, Kenneth Nash und Loretta Devine, Charles Fowlkes, Jr. (vcl) |
| Conquistador                                     | Maynard Ferguson Orchestra                                                  | 1978      | CBS                          | Bigband |
| New World                                        | Stanley Cowell                                                              | 1978      | Galaxy                       | mit Eddie Henderson, Priester, Pat Patrick, Clifford Coulter, Cecil McBee, Roy Haynes, Kenneth Nash, Nathan Rubin (vln), Terry Adams (clo), Robert Mandolph, Linda Mandolph, Judy Lacey (vcl) |
| Live at the Keystone Korner 1978                 | Joe Henderson                                                               | 1978      | Jazz Live                    | mit Freddie Hubbard, Eddie Henderson, Priester, Albert Dailey, James Leary (b), Eddie Moore (dr) |
| Levels of Consciousness                          | Babatunde Olatunji                                                          | 1979      | Theresa                      | u. a. mit Eddie Henderson, Priester (in „Use Your Hands“), Michael Lea |
| Strike Up the Band                               | Red Garland                                                                 | 1979      | Galaxy                       | mit Priester, George Coleman, Ron Carter, Ben Riley |
| Composition 96                                   | Anthony Braxton                                                             | 1981      | Leo                          | The Composers and Improvisors Orchestra With Anthony Braxton Conductor |
| Theatre                                          | The George Gruntz Concert Jazz Band ’83                                     | 1983      | ECM                          | |
| Jumpin’ In                                       | Dave Holland                                                                | 1983      | ECM                          | mit Kenny Wheeler, Priester, Steve Coleman, Steve Ellington |
| Selah                                            | Allen Youngblood                                                            | 1984      | Griot                        | mit Priester, Hadley Caliman, Denney Goodhew, Gary Peacock, Jerry Granelli |
| Seeds of Time                                    | Dave Holland                                                                | 1984      | ECM                          | mit Kenny Wheeler, Priester, Steve Coleman, Marvin Smitty Smith |
| The Mellow Side of Clifford Jordan               | Clifford Jordan                                                             | 1987–91   | Mapleshade                   | mit Kenny Reed, Priester, Carter Jefferson, Fred Cook (bar), Larry Willis, Chris Anderson, Mike LeDonne, Rudy Turner (el-g), Edson Machado (dr) Nasar Abadey (perc) |
| Live at Jazz Alley                               | Jay Clayton                                                                 | 1987      | ITM                          | mit Priester, Stanley Cowell, Gary Peacock, Jerry Granelli |
| Remembering the Moment                           | David Friesen/Eddie Moore/Jim Pepper/Julian Priester/Mal Waldron            | 1987      | Soul Note                    | |
| Art Blakey & The Reunion Jazz Messengers         | Art Blakey                                                                  | 1987      | Hi Hat                       | mit Bill Hardman, Woody Shaw, Priester, Benny Golson, Walter Davis junior, Reggie Workman |
| No Secrets                                       | Quartet                                                                     | 1988      | New Albion                   | Julian Priester, Gary Peacock, Jerry Granelli, Jay Clayton |
| Koputai                                          | Jerry Granelli                                                              | 1988      | ITM                          | mit Priester, Denney Goodhew, Ralph Towner, Robben Ford, Charlie Haden, Jay Clayton |
| One Day at a Time                                | Jerry Granelli                                                              | 1988      | ITM                          | mit Priester, Denney Goodhew, Ralph Towner, Robben Ford, Charlie Haden |
| Blue Delight                                     | Sun Ra                                                                      | 1988      | A&M                          | mit Ahmed Abdullah, Fred Adams, Tommy Turrentine, Al Evans, Tyrone Hill, Priester, Marshall Allen, Noel Scott, John Gilmore, Danny Ray Thompson, Eloe Omoe, James Jacson, Bruce Edwards, Carl LeBlanc, John Ore, Billy Higgins, Earl „Buster“ Smith, Elson Nascimento                                                                               |
| Somewhere Else                                   | Sun Ra                                                                      | 1988/1989 | Rounder                      | mit Don Cherry, June Tyson, Fred Adams, Michael Ray, Ahmed Abdullah, Jothan Callins, Al Evans, Tyrone Hill, Priester, Reynold Scott, James Spaulding, Marshall Allen, John Gilmore, James Jackson, Rollo Radford, John Ore, Jaribu Shahid, Billy Higgins, Earl Buster Smith, Eric Samarai Walker, Thomas Bugs Hunter, Elson Nascimento, Jorge Silva |
| Purple Night                                     | Sun Ra                                                                      | 1989      | A&M                          | mit Don Cherry, June Tyson, Fred Adams, Michael Ray, Jothan Callins, Ahmed Abdullah, Al Evans, Tyrone Hill, Priester, Reynold Scott, James Spaulding, Marshall Allen, John Gilmore, James Jackson, Rollo Radford, John Ore, Earl Buster Smith, Eric Samarai Walker, Thomas Bugs Hunter, Elson Nascimento, Jorge Silva                               |
| Second Star to the Right (Salute to Walt Disney) | Sun Ra Arkestra                                                             | 1989      | Leo                          | erschienen bei ZUW Disc (Austria) unter Other Thoughts, bei Leo (CDLR230) als Second Star to the Right (Salute to Walt Disney) und bei Leo (CDLR235/236) als Stardust from Tomorrow |
| Masters from Different Worlds                    | Clifford Jordan/Ran Blake                                                   | 1989      | Mapleshade                   | mit Priester, Windmill (Saxophonquartett), Ran Blake, Steve Williams, Alfredo Mojica, Claudia Polley (vcl) |
| Indigenous Groove                                | Clarence Acox                                                               | 1992      |                              | mit Ed Lee (tp), Priester, Bill Anthony (tb), Michael Brockman, Floyd Standifer (ts), Randy Helberstadt (p), Phil Sparks (kb) |
| A Song I Thought I Heard Buddy Sing              | Jerry Granelli                                                              | 1992      | Evidence                     | mit Priester, Denney Goodhew, Kenny Garrett, Bill Frisell, Robben Ford, Anthony Cox J. Anthony Granelli |
| Another Place                                    | Jerry Granelli                                                              | 1992      | Intuition                    | mit Priester, Jane Ira Bloom, David Friedman, Anthony Cox |
| Summit Conference                                | Reggie Workman                                                              | 1995      | Postcards                    | mit Priester, Sam Rivers, Andrew Hill, Pheeroan akLaff, Al Foster, Gerry Hemingway |
| The Nearness                                     | Jane Ira Bloom                                                              | 1995      | Arabesque Jazz               | mit Kenny Wheeler, Priester, Fred Hersch, Rufus Reid, Bobby Previte |
| Music for the Millennium                         | Ralph Simon & Magic Club                                                    | 1995      | Postcards                    | mit Michael DiSibio, Priester (in „Sweet Sorroq R Plays Blue“), Jeff Berman (vib), Paul Bley, Alan Pasqua, Elizabeth Panzer, Gary Peacock, Bruce Ditmas, Tom Beyer (perc) |
| Carolyn Graye                                    | Carolyn Graye                                                               | 1995      | Pony Boy                     | mit Jay Thomas, Priester, Hans Teuber, Jessica Williams, Chuck Deardorf, Mark Ivester |
| 4+1 Ensemble                                     | Wayne Horvitz                                                               | 1996      | Intuition                    | mit Priester, Reggie Watts, Eyvind Kang, Tucker Martine (processing) |
| Site Anubis                                      | Paul Schütze & Phantom City                                                 | 1996      | Big Cat                      | mit Priester, Alex Buess, Lol Coxhill, Raoul Björkenheim, Bill Laswell, Dirk Wachtelaer |
| Before Tomorrow                                  | Hans Fahling Quintet                                                        | 1996      | Fahltline                    | mit Matt Walsh, Priester (in „These Games“ und „Overeasy“), Rob Davis (ts), Phil Sparks (b), Steve Korn (dr) |
| Film Music 1998–2001                             | Wayne Horvitz                                                               | 1998      | Tzadik                       | mit Priester, Hans Teuber, Brian Kent, Craig Flory (sax), Timothy Young, Bill Frisell, Andre Otraskin (git), Jen Charowhas (vln), Michael Bisio, Fred Chalenor (el-b), Andy Roth (dr), Ed Pias (perc) |
| From a Window                                    | Wayne Horvitz/The Four Plus One Ensemble                                    | 2000      | Avant                        | mit Priester, Reggie Watts, Eyvind Kang, Tucker Martine, Skerik (bar) |
| Caramel Topped Terrier                           | David Haney                                                                 | 2000      | Cadence                      | Duos mit Priester in The Marionette, Blues in the Rain, Dialogues und Black Swan |
| Day for Night at Jackstraw                       | David Haney                                                                 | 2000      | Slam                         | mit Priester, Buell Neidlinger |
| History of an Apology                            | Paul Rucker                                                                 | 2005      | Jackson Street               | Bigband |
| The Music                                        | David Haney                                                                 | 2005      | CIMP                         | mit Priester, Adam Lane |
| Dolphy’s Hat: Primitive Arkestra Live            | David Haney                                                                 | 2008–11   | Slam                         | Bigband |
| Stories and Negotiations                         | Mike Reed’s People Places and Things                                        | 2008      | 482 Music                    | mit Art Hoyle, Jeb Bishop, Priester, Greg Ward, Tim Haldeman, Ira Sullivan, Jason Roebke |
| !Bien Bien!                                      | Wayne Wallace Latin Jazz Quintet featuring Julian Priester/Kenny Washington | 2009      | Potois                       | mit Priester, Dave Martell, Murray Low (p,vcl), David Belove (b,vcl), Paul van Wageningen (d,vcl), Michael Spiro (perc,vcl), Kenny Washington, Orlando Torriente, David Chaidez, Alexa Weber Morales, Karen Aczon, Sakai, Jody Noble, Sheryl Lynn Thomas, Ron Stallings (vcl)                                                                       |
| Lary Barilleau & The Latin Jazz Collective       | Lary Barilleau                                                              | 2010      | OA2                          | mit Julian Priester (in „Se Acabo“) |
| Angel Foot Shuffle                               | David Haney                                                                 | 2014      | Cadence Jazz                 | mit Priester, André St. James (b), Bernard Purdie. |
| Tandem                                           | Dawn Clement                                                                | 2018      | Origin                       | zwei Titel im Duo mit Priester |
| Signals from the Mind                            | HBH Trio                                                                    | 2018      | Slam Productions             | Jorge Hernaez, David Bajda, David Haney mit Julian Priester (Aufnahmen vom 26. Juni 2017) |
| Live Constructions Volume Two                    | Daniel Carter, Julian Priester, Adam Lane, Reggie Sylvester, David Haney    | 2019      | Slam                         | |